# Раве, Симон
Граф Огюст Симон Раве (фр. Auguste Simon Hubert Marie Ravez;  21 октября 1770, Лион —  3 сентября 1849, Бордо) — французский политический деятель, юрист.

## Биография

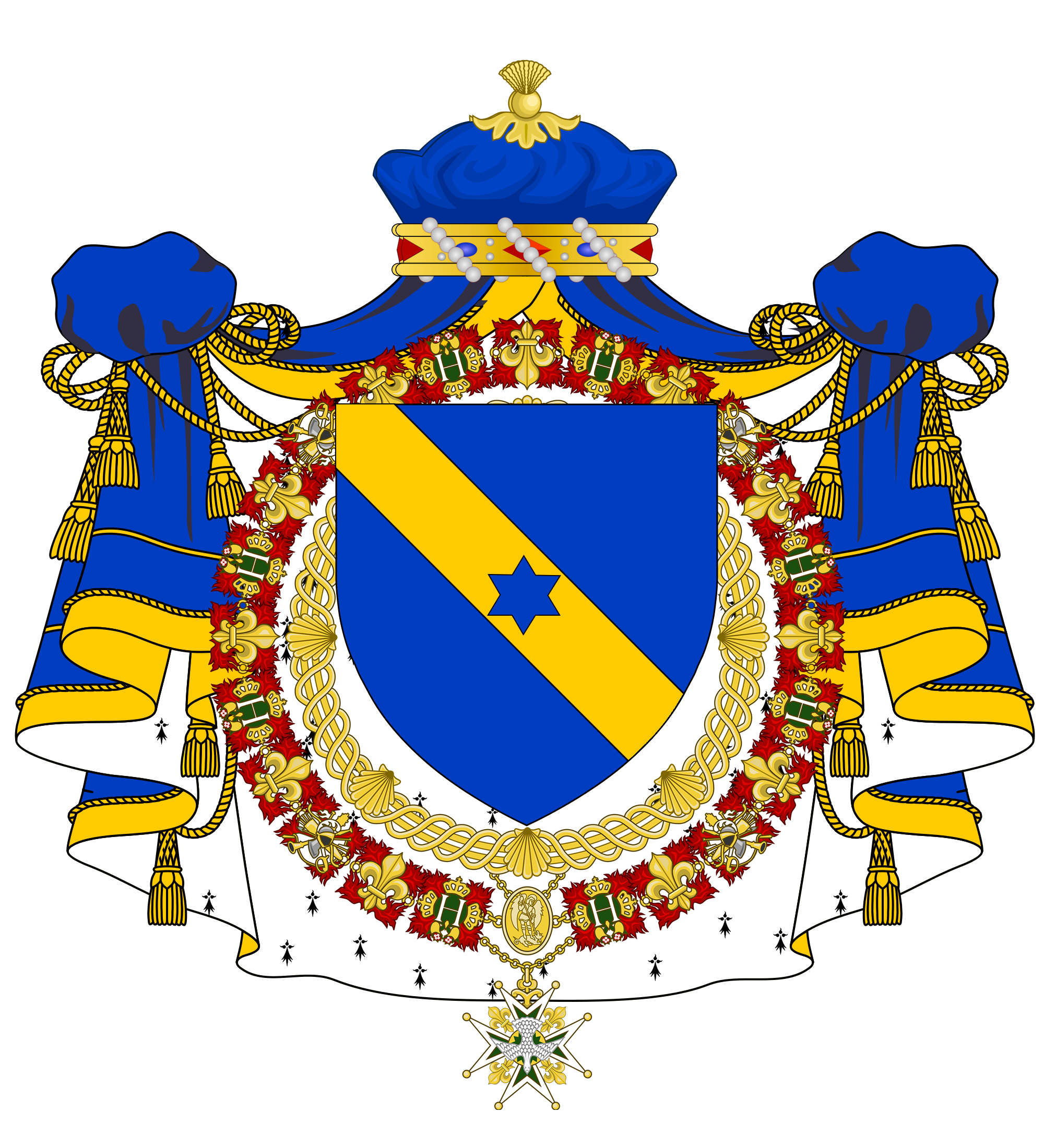
Герб Огюста Симона Раве

Сын торговца. Получил хорошее образование, изучал право в Ораторианском колледже Лиона, после чего поступил на службу чиновником у прокурора. В 1791 году занялся юридической практике, был адвокатом в Лионе. За мысли, высказанные в одном из своих выступлений, был обвинён в заговоре и затем в конце июля 1792 года освобождён  декретом Законодательного собрания .
Принимал участие в обороне города от войск Конвента, а после поражения восстания не смог оставаться в городе, где режим Террора считал его враждебным и бежал в декабре 1793 года в Бордо, где в течение 15 месяцев скрывался в доме литератора Делевра, на дочери которого женился в январе 1796 года.
Вскоре возвратился к адвокатской практике и в 1806 году стал президентом коллегии выборщиков Бордо.
В эпоху падения Наполеона, находясь в Бордо, принимал деятельное участие в роялистском движении. 
С 1816 г. — член Палаты депутатов от департамента Жиронда, поддержал законопроект об ограничении индивидуальной свободы и выступал за ужесточение цензуры, в апреле 1817 года стал государственным советником и заместителем государственного секретаря по вопросам правосудия,  с 1819 г. — президент палаты депутатов, поддерживал правительственную политику; с октября 1824 года – первый президент королевского суда в Бордо, позже стал пэром Франции. После Июльской революции ушёл из общественной жизни и только в 1849 г. был избран членом законодательного собрания. Был назначен председателем Комиссии по законодательству и членом Верховного суда.
Умер от отёка лёгких во время заседания Верховного суда.